# Batoe Bahara
Batoe Bahara fou una divisió inferior (Afdeeling, traduït generalment com regència) de la residència de la Costa Oriental, a Sumatra, Índies Orientals Holandeses. El 1915 fou unida a Asahan. Estava formada pels següents estats:
- Tandjoeng Kasa
- Pegoerauan, estat amb una superfície de 94 km²
- Pare Pare (Sri Pari Pari), estat amb una superfície de 25 km²
- Tandjoeng
- Limapoeloeh
- Boga
- Limalaras
- Tanahdatar
- Pasisir
- Batoe Bahara Urung, confederació